# سانتا کلما د سرویو
سانتا کلما د سرویو (به اسپانیایی: Santa Coloma de Cervelló) یک منطقهٔ مسکونی در اسپانیا است که در بایکس لوبرگات واقع شده‌است. سانتا کلما د سرویو ۷٫۵ کیلومتر مربع مساحت و ۸٬۰۳۸ نفر جمعیت دارد و ۷۳ متر بالاتر از سطح دریا واقع شده‌است.